# Морозовы (боярский род)
Моро́зовы — боярский род допетровского времени, происходящий от новгородца Михаила Прушанина, потомок которого в VI колене, Иван Семёнович (современник Семёна Гордого), прозванный Мороз, был родоначальником Морозовых.

Бархатная книга XV, 142:

РОДЪ МОРОЗОВЫХЪ

Иванъ Морозовъ, да Василей Туша, Отъ Ивана пошли Морозовы.

А отъ Василья отъ Туши Жестовы, Чеглоковы, Филимоновы.
Иван Семёнович Мороз имел пятерых сыновей, прозванных Морозовыми:
- Фёдор Иванович
- Михаил Иванович — от его разветвлённого потомства пошли Козловы, Морозовы, Салтыковы
- Дмитрий Иванович
- Левкей Иванович
- Фирс Иванович
- Лев Иванович Морозов-Мозырь — боярин и воевода великого князя московского Дмитрия Ивановича (08 сентября 1380) командуя полком левой руки, участвовал в Куликовской битве и погиб на поле боя. Потомства не оставил.

В XV веке отделились от этого рода: Салтыковы, Скрябины, Шеины, Тучковы, Брюхово-Морозовы, Давыдовы и Козловы.
С XIV века до конца XVII века четырнадцать Морозовых были боярами, двое — окольничими и один — постельничим.

## Известные представители
- Морозов Филимон Михаил Яковлевич Русалка - боярин (с 1464) († 1501);
- Морозов Григорий Васильевич - боярин (с 1476) († 1492);
- Морозов Василий Борисович Тучко - боярин (с 1480) († 1481);
- Морозов Иван Григорьевич - окольничий (1510), боярин (с 1531) († 1549);
- Морозов Василий Григорьевич - окольничий  (1516), боярин (с 1532) († 1538);
- Морозов Яков Григорьевич - окольничий (1532) († 1538).
- Морозов Григорий Васильевич - боярин (с 1547) († 1556);
- Морозов Михаил Яковлевич - боярин (с 1549), казнён († 1573);
- Морозов Семён Иванович - окольничий (1552) († 1557).
- Морозов Пётр Васильевич - боярин (с 1554) († 1580);
- Морозов Владимир Васильевич - боярин (с 1562), казнён († 1564);
- Морозов Максим - опричник Ивана Грозного (1573)[1].
- Морозов Василий Петрович - окольничий (1601), боярин (с 1608) († 1630);
- Морозов Иван Васильевич - стольник (1627-1629), боярин (с 1634) († 1655 в монахах);
- Морозов Михаил Иванович - стольник (1658-1668), комнатный стольник и боярин (с 1677).
- Борис Иванович Морозов — руководитель правительства при Алексее Михайловиче, стольник (1627-1629), боярин (1629-1658).
- Глеб Иванович Морозов - стольник (1627-1636), боярин (с 1637) († 1662).
- Феодосия Прокопьевна Морозова — верховная дворцовая боярыня, деятель старообрядчества.
- Григорий Фёдорович Морозов — наместник в Пскове (1510—1511).
- Василий Петрович Морозов — окольничий и боярин, дважды был воеводой в Казани[2][3][4][5].
- Брюхово-Морозов Семён Борисович — постельничий († 1507), жена Евдокия Ивановна Всеволожская.
- Брюхово-Морозов Иван Семёнович — окольничий, посланец в Константинополь (1523) († 1539).